# Districtul Nong Muang
Nong Muang (în thailandeză หนองม่วง) este un district (Amphoe) din provincia Lopburi, Thailanda, cu o populație de 35.257 de locuitori și o suprafață de 445,5 km².

## Componență
Districtul este subdivizat în 6 subdistricte (tambon), care sunt subdivizate în 67 de sate (muban).
| Nr. | Name           | Thai name | Sate | Locuitori |  |
| --- | -------------- | --------- | ---- | --------- |  |
| 1.  | Nong Muang     | หนองม่วง   | 10   | 8,710     |  |
| 2.  | Bo Thong       | บ่อทอง     | 12   | 6,799     |  |
| 3.  | Dong Din Daeng | ดงดินแดง   | 12   | 5,179     |  |
| 4.  | Chon Sombun    | ชอนสมบูรณ์  | 12   | 4,925     |  |
| 5.  | Yang Thon      | ยางโทน    | 10   | 4,585     |  |
| 6.  | Chon Saradet   | ชอนสารเดช | 11   | 5,059     |  |

|| 
|}